# Rhododendron levinei
Rhododendron levinei är en ljungväxtart som beskrevs av Elmer Drew Merrill. Rhododendron levinei ingår i släktet rododendron, och familjen ljungväxter. Inga underarter finns listade i Catalogue of Life.